# Mr Magellan
Pour les articles homonymes, voir Magellan.
Mr Magellan est une série de bande dessinée d’espionnage mi-réaliste mi-humoristique, à la façon de Chapeau melon et bottes de cuir. Elle a été prépubliée à partir de 1969 dans Tintin et dans Tintin Sélection.
- Scénario : André-Paul Duchâteau, Jean Van Hamme (tomes 1 et 2)
- Dessin : Géri

## Personnages principaux
- Magellan : ingénieur, fonctionnaire à l’I.T.O. (International Testing Organisation), passionné de mécanique électronique, désinvolte, féru de danse classique et amateur de cigares. Il conduit une Rolls-Royce Phantom V blanche équipée de fusées élévatrices qui lui permettent de voler.
- Capella : jolie rousse, antiquaire qui pratique les arts martiaux et l'haltérophilie, assistante de Magellan.
- Casimir Bodu : également appelé « l'homme bleu », ennemi récurrent de Magellan et Capella, originaire de la galaxie NGC 205, descendant de savants issus d'une première espèce humaine qui peuplait la Terre au Mésozoïque. Il cherche à empêcher le progrès scientifique pour protéger l'humanité d'une nouvelle catastrophe.
- Le Soleil rouge : organisation criminelle dont Magellan et Capella contrecarrent à plusieurs reprises les projets criminels.

## Publications en français

### Périodiques
| Numéros                | Épisode                                                  | Date                   | Numéros          | Épisode                      | Date             |
| ---------------------- | -------------------------------------------------------- | ---------------------- | ---------------- | ---------------------------- | ---------------- |
| Tintin                 | Tintin                                                   | Tintin                 | Tintin Sélection | Tintin Sélection             | Tintin Sélection |
| nos 1066-1080          | I.T.O.                                                   | 1969                   | no 5             | L’Horloge du diable          | 1969             |
| no 1068                | Mr Magellan arrivera-t-il à sauver l'invention Santini ? | 1969                   | no 6             | Invisiblement votre          | 1970             |
| nos 1103-1117          | Hold–up au Vatican                                       | 1969                   |                  |                              |                  |
| no 1179                | Opération Crystal                                        | 1971                   | no 8             | Le Robotissime               | 1970             |
| no 1186                | La Foire aux illusions                                   | 1971                   | no 9             | Thaddeusland                 | 1970             |
| no 1194                | TV vérités                                               | 1971                   | no 10            | Mort-aux-rats                | 1971             |
| no 1199                | L’Homme sans corps                                       | 1971                   | no 12            | Les Doigts d’acier           | 1971             |
| no 1212                | Le Vite                                                  | 1972                   | no 13            | Docteur Jivaro !             | 1971             |
| no 1220                | L’Île des colosses                                       | 1972                   | no 16            | Opération Faust              | 1972             |
| no 1226                | La Cage aux fauves                                       | 1972                   | no 17            | La Longue-vue                | 1972             |
| no 1231                | Le Réveil des géants                                     | 1972                   | no 18            | Les Cambrioleurs de l’espace | 1973             |
| no 1235                | Carte blanche pour Magellan !                            | 1972                   | no 19            | Sésame ouvre-toi             | 1973             |
| Tintin l’Hebdoptimiste | Tintin l’Hebdoptimiste                                   | Tintin l’Hebdoptimiste | no 20            | Avenir sur commande          | 1973             |
| no 91                  | Le Grand Duplicateur                                     | 1974                   | no 21            | Dites-le avec des fleurs     | 1973             |
| no 106                 | C’est chouette !                                         | 1975                   | no 23            | Le Soleil rouge              | 1974             |
| no 117                 | Le Plastique glouton                                     | 1975                   | no 24            | Viva la révolucion !         | 1974             |
| no 132                 | Le Dead 3206                                             | 1975                   | no 26            | Le Traité du diable          | 1975             |
| Nouveau Tintin         | Nouveau Tintin                                           | Nouveau Tintin         | no 27            | Pêche en eaux troubles       | 1975             |
| no TB47                | L'homme du dormitarium                                   | 1975                   | no 29            | La Maison volante            | 1975             |
| no TB50                | Le coupable, c'est le homard, shérif !                   | 1975                   | no 32            | Le Parchemin maudit          | 1976             |
| no 26                  | Le Magellan tourbillon                                   | 1976                   | no 34            | Otto-suggestions !           | 1977             |
| no 34                  | Le Pouvoir invisible                                     | 1976                   | no 36            | Un doigt de fantastique      | 1977             |
| no 72                  | Le Miroir–mémoire                                        | 1977                   | no 38            | L’Impasse hors du temps      | 1978             |
| nos 101-107            | La 2e Mort du pharaon                                    | 1977                   | Super Tintin     | Super Tintin                 | Super Tintin     |
| no 119                 |                                                          | 1977                   | no 7             | Gadgets–meurtres !           | 1979             |
| nos 163-172            | La Mer à boire                                           | 1978                   |                  |                              |                  |
| nos 191-200            | Danger cosmos                                            | 1979                   |                  |                              |                  |

### Albums
Première série
Elle est publiée en France par Dargaud et en Belgique par les Éditions du Lombard dans la collection « Vedette ».
1. I.T.O. (1970)
2. Hold-up au Vatican (1971)
3. Opération Crystal (1972)
4. L’Île des colosses (1973)
5. S.O.S. Tanynka (1975)

Deuxième série
Les Éditions du Lombard publient trois nouveaux albums et rééditent les cinq premiers avec une nouvelle numérotation.
1. La 2e Mort du pharaon (1981)
2. Danger cosmos (1981)
3. La Mer à boire (1982)
4. I.T.O. (1983)
5. Hold-up au Vatican (1984)
6. Opération Crystal (1985)
7. L’Île des colosses (1986)
8. S.O.S. Tanynka (1987)

Troisième sérieLes Dossiers secrets de l’ITO
Des histoires courtes restées inédites en albums sont publiées par Le Taupinambour (albums 1 et 2) et La Vache qui médite. Chaque tirage est limité à 150 exemplaires.
1. Le Soleil rouge (2006)
2. Le Traité du diable (2006)
3. Viva la révolucion ! (2007)
4. Docteur Jivaro ! (2008)
5. La Maison volante (2008)
6. La Longue-vue ! (2009)
7. Pêche en eaux troubles ! (scénario Duchâteau et Van Hamme, 2011)

Otto-Suggestions ! dans Lady Black face au diable (2007)

## Publications à l’étranger
Les albums de Mr Magellan sont également publiés en néerlandais par les Éditions du Lombard.
1. De 2e dood van de farao
2. Kosmisch gevaar
3. IJsbergen in de woestijn
4. I.T.O.
5. Hold-up in het Vatikaan
6. Operatie Crystal
7. De wandelende beelden
8. S.O.S. Tanynka